# روجر فراي
روجر فراي (بالفرنسية: Roger Frey) هو سياسي فرنسي، ولد في 11 يونيو 1913 في نوميا في فرنسا، وتوفي في 13 سبتمبر 1997 في نويي-سور-سين في فرنسا. حزبياً، نشط في اتحاد الديمقراطيين من أجل الجمهورية والاتحاد للجمهورية الحديثة وتجمع الشعب الفرنسي.

## مناصب
- انتخب member of the Consitutional council ‏ (مارس 1974 – مارس 1983).
- انتخب وزير الداخلية (6 مايو 1961 – 14 أبريل 1962).
- انتخب وزير الداخلية (14 أبريل 1962 – 28 نوفمبر 1962).
- انتخب وزير الداخلية (28 نوفمبر 1962 – 8 يناير 1966).
- انتخب وزير الداخلية (8 يناير 1966 – 1 أبريل 1967).
- انتخب نائب فرنسي عن دائرة  خلال فترته النيابية  [لغات أخرى]‏ (2 أبريل 1973 – 2 أبريل 1978).
- انتخب نائب فرنسي عن دائرة  خلال فترته النيابية  [لغات أخرى]‏ (11 يوليو 1968 – 12 أغسطس 1968).
- انتخب نائب فرنسي عن دائرة  خلال فترته النيابية  [لغات أخرى]‏ (3 أبريل 1967 – 7 مايو 1967).
- انتخب نائب فرنسي عن دائرة  خلال فترته النيابية  [لغات أخرى]‏ (6 ديسمبر 1962 – 6 يناير 1963).

## روابط خارجية
- روجر فراي على موقع مونزينجر (الألمانية)